# Ascensidonio Spacca
Ascensidonio Spacca, dit Il fantino di Bevagna, (né en 1557 à Bevagna, dans l'actuelle province de Pérouse, en Ombrie, alors dans les États pontificaux et mort en 1646) est un peintre italien actif surtout dans sa ville natale et en Ombrie.

## Biographie
Ascensidonio Spacca est un artiste italien connu pour avoir peint des pièces religieuses.
Élève de Dono Doni, il a été actif dans sa ville natale ainsi que dans les villes limitrophes comme Montefalco, Trevi, Bettona, Spello, Gualdo Cattaneo.
Ses œuvres sont d'inspiration maniériste  reflétant les concepts de dévotion issus de la propagande du Concile de Trente.
Son surnom Fantino (jockey) est issu de sa petite et frêle taille.

## Œuvres
- La Pietà, 1596, Bevagna
- Madonna di Costantinopoli, Bevagna.
- Processo del Beato Andrea di Spello 1630,
- Fresques du cloître, couvent de San Martino, Trevi.

## Sources
- (it) Cet article est partiellement ou en totalité issu de l’article de Wikipédia en italien intitulé « Ascensidonio Spacca » (voir la liste des auteurs).